# Arco de las Cascadas Canadienses
 El Arco de las Cascadas Canadienses, también llamado Cascadas Canadienses, es el segmento canadiense del Arco Volcánico de las Cascadas de América del Norte. Situado completamente dentro de la provincia canadiense de Columbia Británica, se extiende desde las Montañas Cascada en el sur hasta las Montañas de la Costa en el norte. Específicamente, el extremo sur de las Cascadas Canadienses comienza en la frontera entre Canadá y los Estados Unidos. Sin embargo, no se conocen con precisión los límites específicos del extremo septentrional y la geología de esta parte del arco volcánico no se conoce bien. Los geólogos aceptan ampliamente que el arco de las Cascadas Canadienses se extiende a través de las cordilleras del Pacífico de las Montañas Costeras. Sin embargo, otros han expresado su interés por el hecho de que el arco volcánico se extienda posiblemente más al norte en la cordillera de Kitimat, otra subdivisión de las montañas costeras, e incluso tan al norte como Haida Gwaii (antes conocida como las islas Reina Carlota). 
Durante los últimos 29 millones de años, el Arco de las Cascadas Canadienses ha entrado en erupción en una cadena de volcanes a lo largo de la costa de la Columbia Británica. Al menos cuatro zonas volcánicas de la Columbia Británica están relacionadas con el vulcanismo del Arco de las Cascadas. Esto incluye una gran meseta volcánica en el interior y tres cinturones volcánicos lineales en la costa. Se formaron durante diferentes períodos geológicos, separados por millones de años, y se producen en tres regiones denominadas back-arc, main-arc y fore-arc. El más joven de los tres cinturones ha estado esporádicamente activo durante los últimos 4,0-3,0 millones de años, y la última erupción ha tenido lugar posiblemente en los últimos 1.000 años. Hace unos 2.350 años, se produjo una importante erupción explosiva, que envió una masiva columna de cenizas a la atmósfera. Esta es reconocida como la mayor erupción volcánica en todo Canadá en los últimos 10.000 años. 
En tiempos históricos, el Arco de la Cascada Canadiense ha sido considerablemente menos activo que la porción americana del arco volcánico. Tampoco tiene registros de erupciones históricas. No obstante, el arco volcánico representa una amenaza para la región circundante. Cualquier peligro volcánico -desde los deslizamientos de tierra hasta las erupciones- puede suponer un riesgo importante para los seres humanos y la vida silvestre. Aunque no hay erupciones históricas en el arco de cascada canadiense, es muy probable que se reanude la actividad eruptiva; si esto ocurriera, se organizarían rápidamente actividades de socorro. Equipos como el Plan Interinstitucional de Notificación de Eventos Volcánicos (IVENP) están preparados para notificar a las personas amenazadas por las erupciones volcánicas. 

## Geología

### Formación
El Arco de las Cascadas fue creado originalmente por la subducción de la ahora desaparecida Placa Farallón en la zona de subducción de la Cascada. Después de 28 millones de años, la Placa Farallón se segmentó para formar la Placa Juan de Fuca, que continúa subduciéndose bajo el Pacífico Noroeste de Norteamérica. En los últimos millones de años, el volcanismo ha disminuido a lo largo del arco volcánico. La explicación probable radica en la tasa de convergencia entre las placas Juan de Fuca y Norteamérica. Estas dos placas tectónicas convergen actualmente entre 3 cm (1,2 pulgadas) y 4 cm (1,6 pulgadas) por año. Esto es sólo la mitad de la tasa de convergencia de hace siete millones de años.

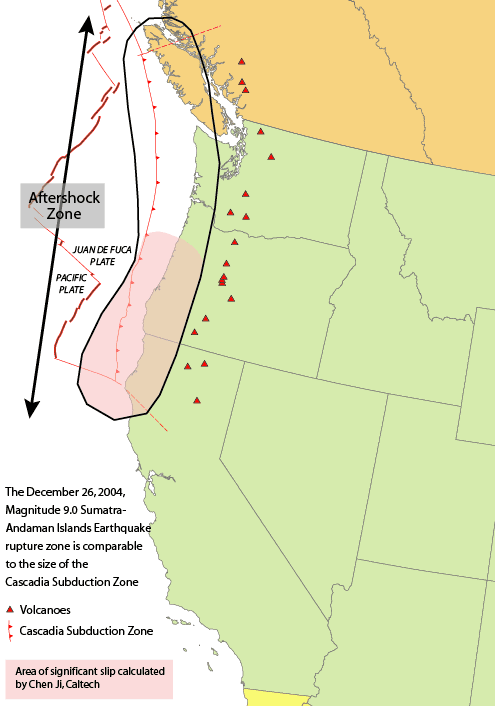
Área de la zona de subducción de Cascadia y el moderno Arco Volcánico de las Cascadas

Debido a la gran área de la falla, la zona de subducción de Cascadia puede producir grandes terremotos de magnitud 7.0 o más. La interfase entre las placas de Juan de Fuca y las norteamericanas permanece bloqueada por períodos de unos 500 años. Durante estos períodos, la tensión se acumula en la interfase entre las placas y causa el levantamiento del margen norteamericano. Cuando la placa finalmente se desliza, los 500 años de energía almacenada se liberan en un terremoto masivo. El más reciente, el terremoto de 1700 en Cascadia, fue registrado en las tradiciones orales de los pueblos de las Primeras Naciones en la isla de Vancouver. Causó considerables temblores y un masivo tsunami que viajó a través del Océano Pacífico. El significativo temblor asociado a este terremoto demolió las casas de las tribus Cowichan en la Isla de Vancouver y causó varios deslizamientos de tierra. También hizo muy difícil que el pueblo Cowichan se mantuviera en pie, y los temblores fueron tan prolongados que enfermaron. El tsunami generado por el terremoto acabó devastando un pueblo de invierno en la Bahía de Pachena, matando a toda la gente que vivía allí. El terremoto de Cascadia de 1700 causó un hundimiento cerca de la costa, sumergiendo pantanos y bosques en la costa que luego quedaron enterrados bajo los escombros más recientes.
A diferencia de la mayoría de las zonas de subducción en el mundo, no hay una fosa oceánica profunda presente a lo largo del margen continental en Cascadia. La razón es que la desembocadura del río Columbia desemboca directamente en la zona de subducción y deposita limo en el fondo del Océano Pacífico, enterrando esta gran depresión. Las enormes inundaciones del prehistórico lago glaciar Missoula durante el Pleistoceno tardío también depositaron grandes cantidades de sedimento en la fosa. Sin embargo, como en otras zonas de subducción, el margen exterior se está comprimiendo lentamente como un manantial gigante. Cuando la energía almacenada se libera repentinamente por deslizamiento a través de la falla a intervalos irregulares, la zona de subducción de Cascadia puede crear terremotos muy grandes, como el terremoto de Cascadia de magnitud 9.0 del 26 de enero de 1700.

### Volcanismo de arco principal

#### Cinturón volcánico de Pemberton
La actividad volcánica del arco principal comenzó en el extremo sur del Cinturón Volcánico de Pemberton hace unos 29 millones de años, durante la época del Oligoceno medio. Luego se desplazó hacia el norte a la región de Coquihalla hace 22 millones de años, seguida por el vulcanismo cerca de la ciudad de Pemberton hace 16 o 17 millones de años. En la zona de Salal Creek, la actividad volcánica se produjo hace 8 millones de años y el volcán más septentrional del Cinturón de Pemberton se formó hace 6,8 millones de años. El inicio del volcanismo del Cinturón de Pemberton hacia el norte indica que el borde de la ventana atenosférica de una placa se estaba moviendo hacia el norte bajo la Columbia Británica entre, al menos, el inicio del volcanismo de arco hace 29 millones de años y la erupción del volcán más septentrional hace 6,8 millones de años. Algunos científicos han sugerido que la extensa Formación Masset en Haida Gwaii es una extensión hacia el norte del Cinturón Volcánico de Pemberton. Sin embargo, la geoquímica y la vulcanología física de la Formación Masset indica que se formó en un ambiente de rifting en contraste con otras características del Cinturón de Pemberton.
La extensa erosión del Cinturón Volcánico de Pemberton ha eliminado la mayoría de sus picos volcánicos, exponiendo sus sistemas de magma. Estos forman varios cuerpos intrusivos como batolitos y stock. El cese del volcanismo en el Cinturón de Pemberton podría haber sido causado por el empuje de la placa subducida de Juan de Fuca después de que se formara hace unos 6,0 millones de años. Este cambio en la tectónica creó el moderno Arco de la Cascada Canadiense, así como la Cordillera de la Cascada y las Montañas Olímpicas

##### Batolito de Chilliwack

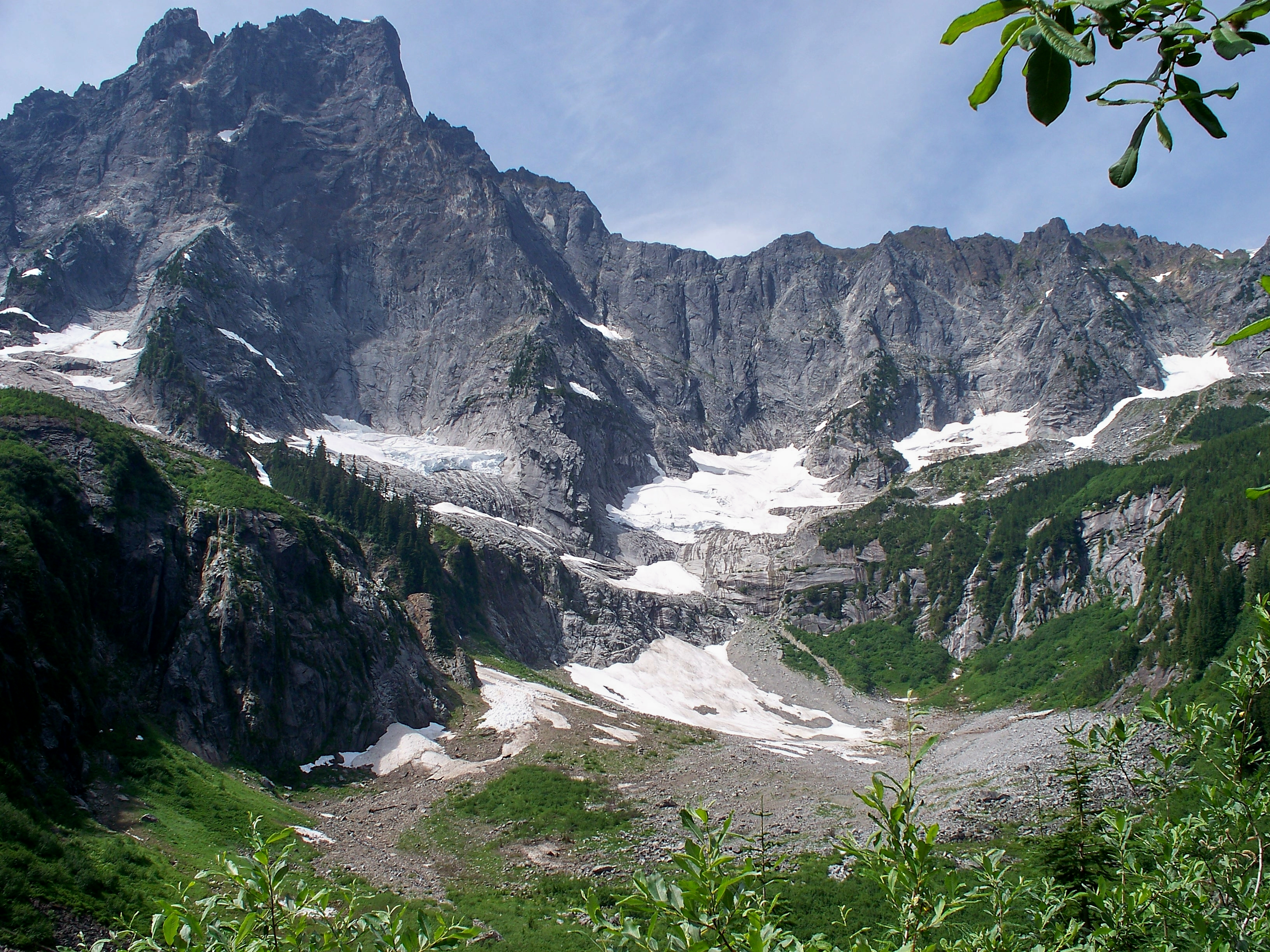
La mayor parte de la montaña Slesse en las montañas de las Cascadas está formada por diorita gris del batolito Chilliwack

El primer evento volcánico de hace 29 millones de años formó las rocas intrusivas del gran batolito de Chilliwack, que se extiende hacia el sur hasta el estado de Washington. En Canadá, el batolito consiste en rocas que van desde el gabro de cuarzo hiperestenso hasta el granito de albita. Hay tres plutones principales. El más antiguo y más extenso es un plutón de zona irregular compuesto de diorita de cuarzo en los márgenes, que se gradúa hacia el interior a través de la granodiorita hasta un pequeño núcleo de granito. Este plutón está expuesto a ambos lados del Lago Chilliwack, un estrecho lago con tendencia norte-sur en las Montañas Cascada. Dos plutones más jóvenes, consistentes en monzonita leucocrática casi homogénea de cuarzo biotita, están situados al norte del lago de Chilliwack y a 3,2 km al este de la montaña Slesse.

##### Complejo volcánico Coquihalla
El volcanismo hace 22 a 21 millones de años formó el complejo volcánico de Coquihalla a unos 32 km al noreste de Hope. Comprende rocas volcánicas e intrusivas que son de composición calcárea-alcalina a intermedia. La montaña de Coquihalla, la cumbre más alta de la Cordillera de Bied con una elevación de 2.157 m (7.077 pies), es un importante estratovolcán conservado y representa uno de los pocos volcanes del Mioceno que quedan en el suroeste de la Columbia Británica. Como resultado, el complejo volcánico de Coquihalla ha sido objeto de estudios geológicos para anunciar los restos de lo que podría haber sido una extensa cubierta de rocas volcánicas durante la primera época del Mioceno. El Complejo del Coquihalla también tiene una composición ígnea diferente a la de los volcanes del Arco de la Cascada canadiense que se formaron en los últimos dos millones de años. Las tobas de riolita son las rocas ígneas primarias que componen el complejo volcánico de Coquihalla, con pequeñas cantidades de basalto o andesita presentes. Esto contrasta con los modernos volcanes de la Cascada Canadiense en que están compuestos principalmente de rocas volcánicas en el rango de composición de basalto a andesita, con pocas rocas de composición más félica que la dacita. También se han producido cambios en la composición del magma en la porción americana del Arco de la Cascada.

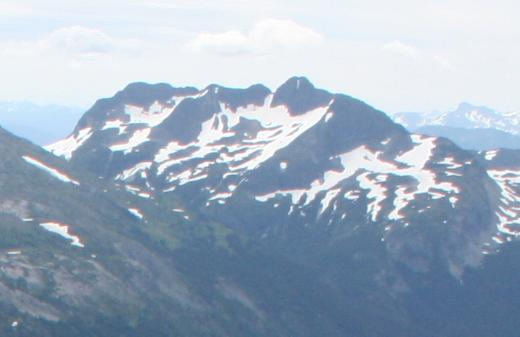
La Montaña Coquihalla, un pico volcánico en el Cinturón Volcánico de Pemberton que estuvo activo durante la primera época del Mioceno.

El complejo volcánico de Coquihalla comenzó su formación cuando grandes flujos piroclásticos entraron en erupción en una superficie erosiva. El vaciado de la cámara de magma poco profunda causó la inclinación de la inconformidad en el plutón del Águila, que está situado al sureste. Junto con las fallas, la inclinación y el hundimiento, las brechas de avalancha se deslizaron repetidamente de las exposiciones excesivamente empinadas del Grupo Pasayten y del plutón del Águila. Después de que la actividad volcánica depositara una secuencia de rocas piroclásticas de 1.000 m de espesor, siguió un período de inactividad. Fue durante este tiempo que se depositó un conglomerado localizado, arenisca y una gran lámina de brechas del clastón de Pasayten.
Las erupciones posteriores produjeron flujos piroclásticos, a los que siguió otra breve interrupción de la actividad volcánica. Las erupciones produjeron brechas piroclásticas, que perduran en la cresta de una montaña al norte y al este del monte Coquihalla. El movimiento a lo largo de la falla del arroyo Jim Kelly cesó y los subsiguientes flujos piroclásticos llenaron y desbordaron ese borde de la cuenca. Más tarde, numerosas intrusiones subvolcánicas fueron emplazadas y el levantamiento post-Mioceno inclinó y deformó las rocas volcánicas superpuestas. La erosión eliminó lo que pudo haber sido una extensa cobertura volcánica de la zona circundante y descubrió las cúpulas e intrusiones enterradas. Hoy en día, el complejo volcánico de Coquihalla cubre un área de unos 30 km² y el volumen de material piroclástico es de 50 km³. Una gran reserva, compuesta de diorita de piroxeno y diorita de cuarzo de biotita-piroxeno, forma la actual base de la montaña de Coquihalla.

##### Complejo Plutónico Monte Barr
Al sur del río Fraser, en el lago Wahleach, está el complejo plutónico del Monte Barr. Llamado así por el Monte Barr en la cordillera Skagit de las Montañas de la Cascada, este complejo plutónico tiene una edad de 21 a 16 millones de años. Consiste en al menos cuatro plutones. El plutón principal, que comprende el 80% del complejo, comprende rocas intrusivas félicas e intermedias que van desde la diorita de cuarzo hasta la monzonita de cuarzo. Tiene una forma aproximadamente circular, formando el Monte Barr de 1.907 m de altura. El magmatismo posterior creó dos reservas más jóvenes en el plutón principal. El stock más antiguo consiste en granodiorita de biotita hornblenda de grano fino mientras que el stock más joven comprende monzonita de cuarzo de biotita leucocrática. Un dique de 60 a 90 m de ancho, compuesto de pórfido de plagioclasa de hornblenda granófila, está situado entre la diorita de cuarzo del Complejo Plutónico de la Esperanza y el conglomerado del Eoceno. Representa una rama del principal plutón del Monte Barr. Justo al noroeste del plutón principal del Monte Barr hay un plutón de diorita de cuarzo de biotita hornblenda cerca del lago Hicks. Debido a su heterogeneidad, sólo ocasionalmente se agrupa como parte del complejo plutónico del Monte Barr.

##### Complejo volcánico de Crevasse Crag

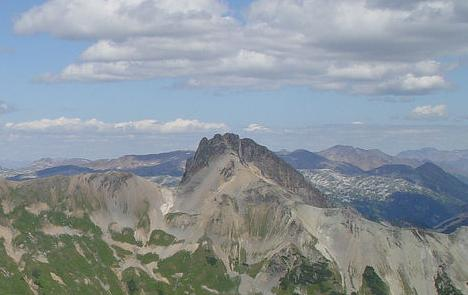
La montaña Chipmunk (centro), un volcán extinto del Mioceno que se formó durante la época del vulcanismo del Pemberton Belt.

A unos 22 km al sureste del lago Lillooet se encuentra el complejo volcánico Crevasse Crag. Tiene unos 16 millones de años, situado en la cima de una cresta montañosa glacial formada de rocas intrusivas del Cretáceo tardío y más jóvenes. Estas forman parte del gran Complejo Plutónico de la Costa, que se extiende a lo largo de la costa de la Columbia Británica. El complejo volcánico del Peñón de la Grieta comprende brechas volcánicas, tobas y flujos de plagioclasas. Los análisis de los elementos principales, trazas y tierras raras indican que los flujos de lava de dacita, andesita y andesita basáltica forman sus flancos inferiores.

##### Plutón de Salal Creek
En la cabecera de Salal Creek hay una reserva compuesta aproximadamente circular conocida como el Plutón de Salal Creek. Se estima que tiene 8 millones de años, lo que indica que es uno de los plutones félicos más jóvenes expuestos en la cordillera del Pacífico. Como otros plutones del Cinturón de Pemberton, los geólogos creen que el plutón de Salal Creek es la raíz de un volcán profundamente erosionado. Es posible que las erupciones episódicas hayan formado una gran cúpula, pero la rápida erosión a una profundidad de aproximadamente 1 km ha eliminado la estructura volcánica suprayacente, exponiendo el plutón de Salal Creek de 10 km de ancho. Su estructura es compleja y consiste en un anillo exterior más antiguo de monzonita de cuarzo de grano grueso y una reserva interior más joven de monzonita de cuarzo de grano más fino y porfirítico. El plutón cubre un área de 60 km².

#### Cinturón volcánico Garibaldi
Después de que el volcanismo del Cinturón de Pemberton disminuyera hace 4,0-3,0 millones de años, la actividad volcánica se desplazó hacia el oeste para formar el Cinturón Volcánico Garibaldi más joven. Este representa el moderno Arco de las Cascadas Canadienses, que consiste en flujos de lava, domos de lava, conos de ceniza, estratovolcanes, volcanes subglaciales y tapones volcánicos. La actividad volcánica durante la Glaciación Fraser, hace entre 25.000 y 10.000 años, interactuó con el hielo glacial para formar domos subglaciales, tuyas y flujos de lava de hielo marginal. Desde que la capa de hielo de la Cordillera se retiró hace unos 10.000 años, las erupciones han sido principalmente subaéreas. La erupción explosiva más reciente ocurrió hace unos 2.350 años y la última erupción efusiva tuvo lugar hace menos de 1.500 años. 
Tres segmentos escalonados comprenden el Cinturón Volcánico de Garibaldi y, por consiguiente, se denominan segmentos meridional, central y septentrional. Cada segmento tiene al menos un volcán principal junto con varios edificios volcánicos más pequeños. El segmento septentrional se interseca con el antiguo Cinturón Volcánico de Pemberton cerca del macizo del Monte Meager, donde se superponen restos levantados y profundamente erosionados de plutones subvolcánicos del Cinturón de Pemberton.

##### Segmento sur

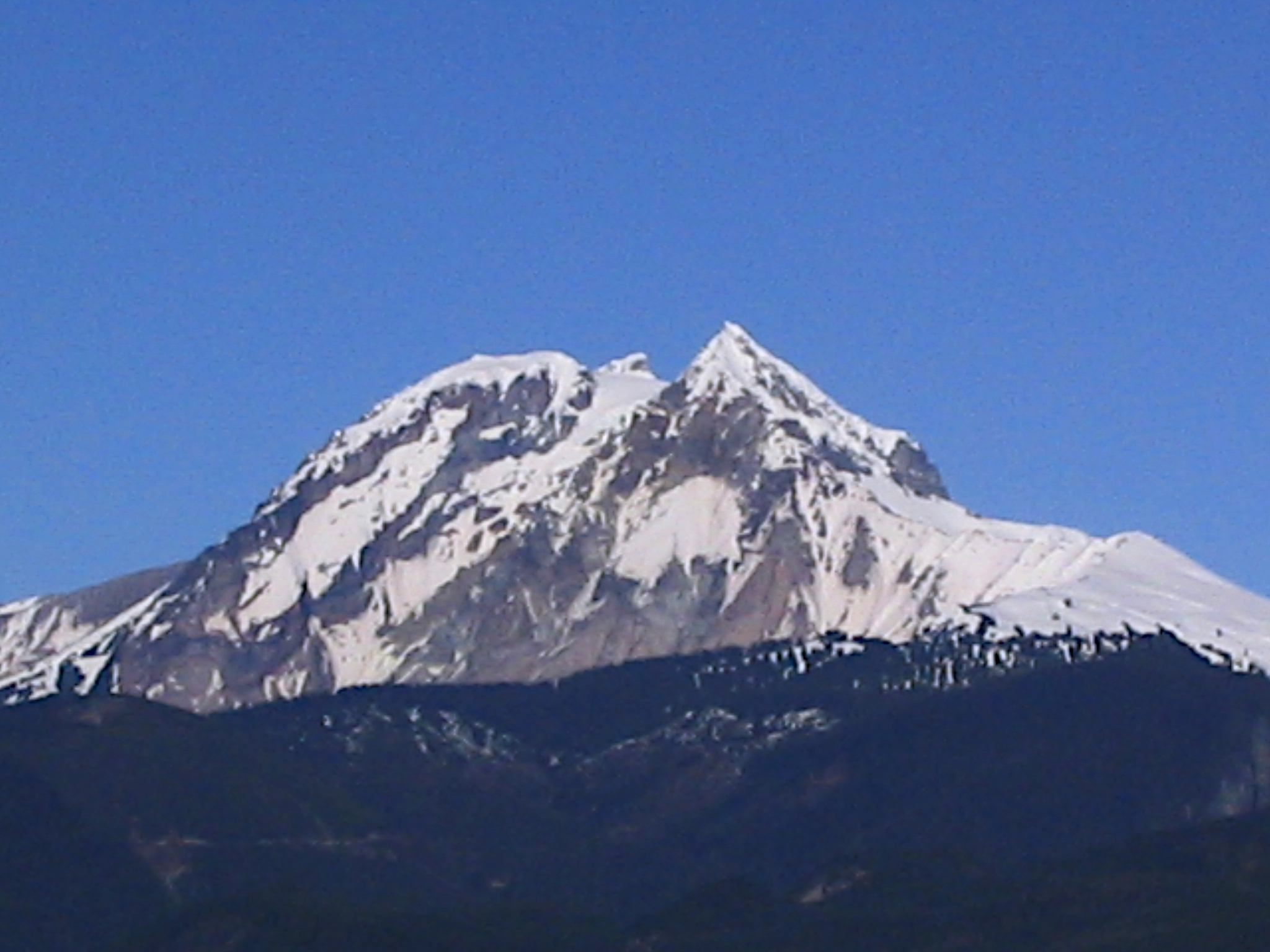
Monte Garibaldi visto desde la ciudad de Squamish

Tres volcanes principales comprenden el segmento sur junto con varios edificios más pequeños. El mayor y más joven de los volcanes principales, el Monte Garibaldi, es un estratovolcán disecado que comenzó su formación hace 250.000 años. Este período eruptivo construyó un amplio cono compuesto de dacita y brecha. Partes de este "proto-Garibaldi" o volcán ancestral están expuestas en los flancos inferiores norte y este de Garibaldi y en los 240 m superiores de Brohm Ridge. Alrededor de donde se encuentran ahora el Pico Columnar y posiblemente los Picos Glaciares, se formaron  una serie de cúpulas de lava de dacita coalescente. Durante el largo período de inactividad que siguió, el río Cheekye tajó un profundo valle en el flanco occidental del cono que más tarde se llenó con un glaciar. Después de alcanzar su máxima extensión, el glaciar Cheekye y la capa de hielo de la Cordillera se cubrieron con ceniza volcánica y restos fragmentarios de Garibaldi. Este período de crecimiento comenzó con la erupción de la cúpula de tapón del Pico Atwell hace unos 13.000 años desde una cresta rodeada por la capa de hielo. A medida que el domo crecía, enormes capas de lava se desmoronaban por sus lados. Numerosos flujos piroclásticos peleanos acompañaron a estas avalanchas más frías, formando un cono fragmentario de 6,3 km³ y una pendiente total de 12 a 15 grados. Parte del hielo glacial se derritió por las erupciones, formando un pequeño lago contra el brazo sur de Brohm Ridge. Las areniscas volcánicas que se ven hoy en día en la cima de Brohm Ridge fueron creadas por la ceniza que se depositó en este lago. La superposición de los glaciares fue más significativa en el oeste y algo más al sur. El subsiguiente derretimiento de la capa de hielo de la Cordillera y de los glaciares que la componen inició una serie de avalanchas y flujos de lodo en el flanco occidental de Garibaldi que desplazaron casi la mitad del volumen del cono original hacia el Valle Squamish, donde cubre 26 km² hasta un espesor de unos 91 m. Los huecos dejados por el hielo derretido causaron una distorsión menor a moderada del cono donde la capa de hielo de la Cordillera era delgada y una mayor distorsión donde era gruesa. El hielo era más grueso y por lo tanto la distorsión del cono era mayor en el valle enterrado del Cheekye. El volcán posterior se formó desde el Domo Dalton, que forma la cumbre occidental de Garibaldi. Los flujos de lava alcanzaron la pared del flanco occidental del Garibaldi. Alrededor de la misma época, un voluminoso flujo de lava dacita del Cono del Ópalo se desplazó 20 km por el Arroyo Ring en el flanco sudeste de Garibaldi sin encontrar ningún hielo glacial residual. Estas últimas erupciones del Monte Garibaldi ocurrieron en el Holoceno temprano, poco después de que los restos de la capa de hielo de la Cordillera se retiraran en los valles de la región hace entre 10.700 y 9.300 años.

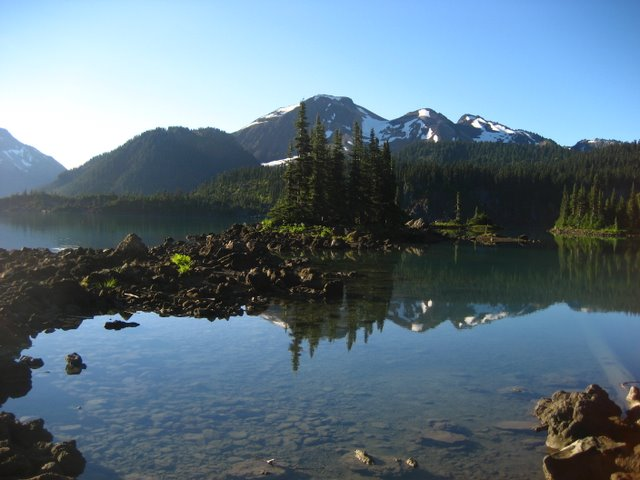
El Mount Price y una de las islas Battleship reflejadas en el agua clara del lago Garibaldi

El Monte Price, uno de los tres principales volcanes del segmento sur, se formó durante tres períodos de actividad eruptiva. El primer período eruptivo, hace 1,2 millones de años, formó un estratovolcán de hornblenda andesita en el suelo de una cuenca en forma de círculo. Durante el Pleistoceno medio, hace unos 300.000 años, el volcanismo se desplazó hacia el oeste y construyó el estratovolcán casi simétrico del Monte Price. Las erupciones episódicas produjeron lavas de andesita y dacita, así como flujos piroclásticos peleanos. Más tarde, el volcán fue anulado por la capa de hielo de la Cordillera. Después de que la capa de hielo se retirara de las elevaciones más altas, las erupciones de andesita de un respiradero  satélite crearon un pequeño domo de lava en el flanco norte de Price. Posiblemente el volcanismo contemporáneo ocurrió en el Clinker Peak hace unos 10.000 años con la erupción de dos flujos de lava de andesita de hornblenda-biotita. Ambos tienen más de 250 m de espesor y 6 km de largo, y se extienden hacia el noroeste y el suroeste. El inusualmente gran espesor de estos flujos de lava se produjo al estancarse esta y enfriarse contra la capa de hielo de la Cordillera cuando todavía llenaba los valles en las elevaciones más bajas. Esta fue la última actividad eruptiva en el Monte Price.  
El Colmillo Negro, el más antiguo y llamativo de los tres principales volcanes, es el resto glacialmente disecado de un estratovolcán que se formó entre 1,3 y 1,1 millones de años atrás.  Las erupciones produjeron flujos de lava de hornblenda andesita y tobas líticas. La prolongada erosión destruyó el cono original. Los acantilados al noroeste, suroeste y sureste del edificio volcánico principal son restos de este volcán ancestral. El renovado volcanismo entre 210.000 y 170.000 años atrás produjo flujos de lava hiperesténicos de andesita, que localmente terminan con precipitados márgenes de contacto con el hielo de 100 m de espesor. Esta última actividad eruptiva culminó con la extrusión de una cúpula endógena y la lava relacionada que forman la actual aguja de la cumbre de 2.316 m  de altura. Más tarde, la capa de hielo de la Cordillera talló un profundo valle en forma de U con tendencia al norte en el flanco este de este edificio.

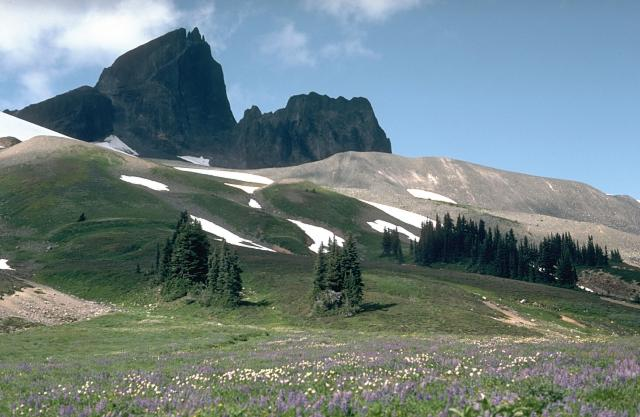
El Colmillo Negro se eleva sobre un prado de montaña cubierto de flores. La cresta de color claro a la derecha es una morrena glacial.

La Tabla, una tuya de andesita hornblenda situada a unos 3 km al sudeste del Monte Price, se eleva en forma de precipicio 305 m sobre las rocas glaciares del zócalo. Se formó por erupciones volcánicas que se descongelaron a través de la capa de hielo de la Cordillera. La lava que cubría La Mesa fue extruida después de que se formara el volcán sobre el nivel del lago. La ausencia de boques erráticos  en su cumbre y la falta de características erosivas atribuibles a la glaciación indican que La Mesa se formó por erupciones subglaciales durante el período del Holoceno temprano, justo antes de la desaparición de la capa de hielo.
El Cono de Ceniza, un cono volcánico compuesto de cenizas, lapilli y fragmentos de bombas dispersas con formade pan, se formó durante dos períodos de actividad eruptiva. El primer período eruptivo produjo un anillo de toba y un flujo de lava de andesita basáltica de 9 km de largo hace unos 100.000 años, tras un período de retroceso glacial. Las erupciones estrombolianas durante el segundo y último período eruptivo hace unos 10.000 años formaron un pequeño cono piroclástico en el borde oriental del antiguo anillo de toba de andesita basáltica. Un flujo de lava de 9 km de largo, formado por varios maeriales que iban desde el basalto hasta la mugearita, salió de la base del cono y se despazó por un valle en forma de U con tendencia al norte en el flanco oriental de El Colmillo Negro.

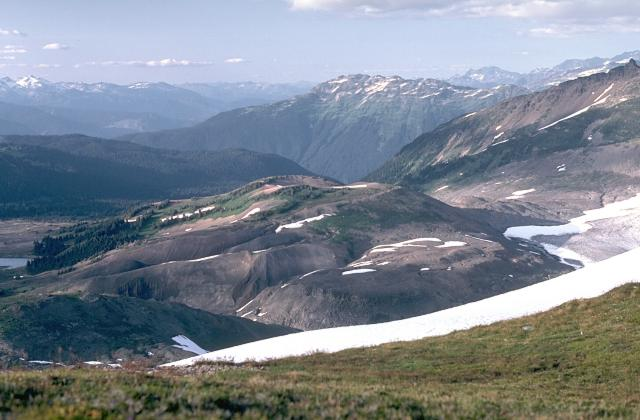
Cono de ceniza

El complejo del Arroyo Monmouth, en el lado oeste de la desembocadura del Río Squamish, es una prominente y enigmática formación compuesta de andesita basáltica y dacita de edad desconocida. Puede representar un grupo de diques y cúpulas de lava que se formaron subglacialmente. Al menos cuatro diques sobresalen de su cumbre. Estos forman las nervaduras de lava de 60 a 180 m de altura, siendo la más alta El Castillo, que contiene articulaciones columnares horizontales y radiantes. Las nervaduras están cubiertas por brechas soldadas cerca de sus bases y las juntas columnares se extienden en la secuencia soldada. Los flujos de lava más elevados y las nervaduras están compuestos de dacita.  
A lo largo de la costa nororiental del Howe Sound hay un pequeño afloramiento de roca volcánica conocido como el centro volcánico de Watts Point. Es el volcán más meridional del Cinturón Volcánico Garibaldi, que comprende unos 0,02 km³ de hornblenda, piroxeno y lava dacita y brechas escasamente porfiríticas. La dacita se caracteriza por tener juntas columnares de 5 a 40 cm de diámetro, y exhibe patrones de radiación local. Este centro volcánico se formó en un entorno subglacial a englacial hace entre 130.000 y 90.000 años, como lo demuestra la existencia de distintivos patrones de juntas columnares radiales, una matriz vítrea a de grano fino y relaciones estratigráficas con la caja glacial superpuesta.

##### Segmento central
El volcanismo en el segmento central comenzó hace al menos 4,0 millones de años en el macizo del Monte Cayley, profundamente diseccionado. Este período eruptivo, que duró hasta hace 0,6 millones de años, produjo flujos de lava dacita y brechas piroclásticas. Un domo central que forma las agujas de la cima del Monte Cayley representa la característica más joven que se formó durante este período eruptivo. La actividad subsiguiente, hace 0,3-0,2 millones de años, comenzó con la erupción de un flujo de lava dacita en el valle de Shovelnose Creek. Esto dio lugar a la formación de dos pequeños domos de lava. El Monte Fee es una nervadura dorsal de riodacita de 1 km de largo y 0,25 km de ancho situada en una cresta de la montaña al este del río Squamish. Como el macizo del Monte Cayley, es anterior a la aparición de la capa de hielo de la Cordillera. Otros volcanes del segmento central, como el Slag Hill, el Ember Ridge, el Cauldron Dome, el Pali Dome y el Ring Mountain, se formaron cuando la lava entró en contacto con la capa de hielo de la Cordillera. Su estructura es similar a la de las tuyas, mostrando márgenes de contacto con el hielo demasiado pronunciados. 

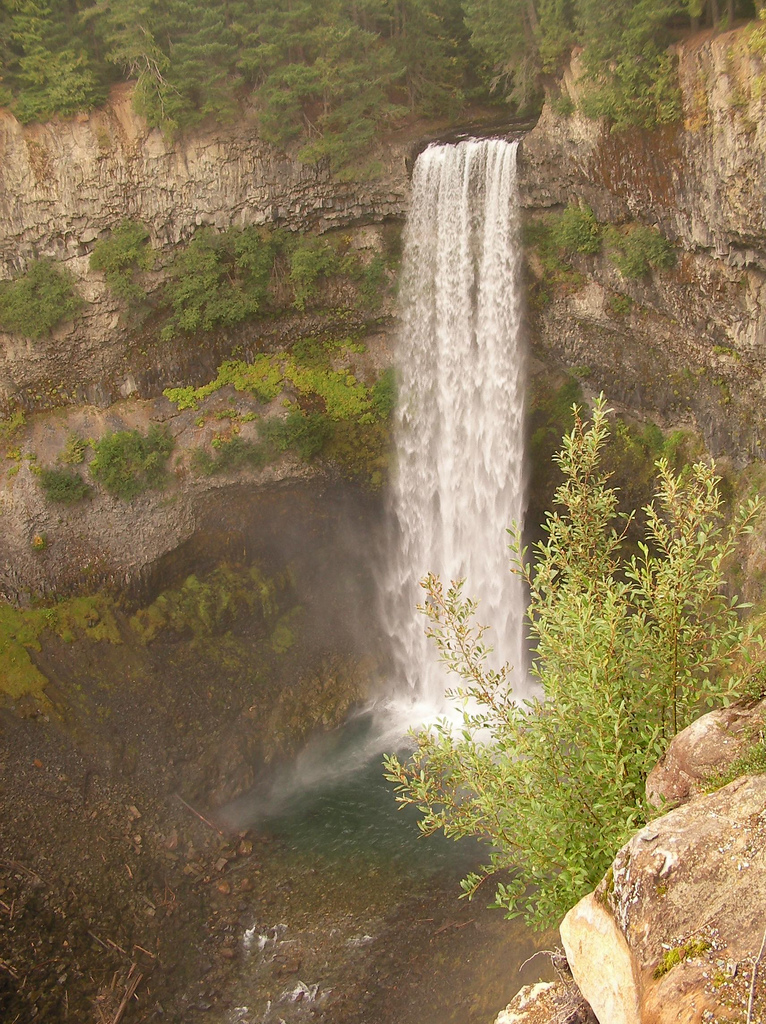
Cataratas Brandywine y flujos de lava basáltica articulada en columnas

Al menos dos secuencias de flujos de lava basáltica andesita se depositaron al sur del Pico Tricouni. Una de estas secuencias, conocida como Tricouni Suroeste, crea un acantilado en el lado este de un canal de tendencia norte-sur con una profundidad de 200 m adyacente a la desembocadura del arroyo High Falls. El flanco este del flujo de lava, fuera del canal de High Falls Creek, tiene una estructura más constante. Varias juntas columnares a escala delgada y la estructura general del flujo de lava sugieren que su porción occidental, a lo largo del canal, se estancó contra el hielo glacial. Cerca de su unidad sur, la lava rezumaba en las grietas del hielo glacial. Esto se ha identificado por la existencia de formaciones de enfriamiento similares a espirales, aunque muchos de estas formaciones han sido destruidas por procesos de erosión. Otras características que indican que la lava se estancó contra el hielo glacial son su estructura inusualmente gruesa y sus escarpados acantilados. Por lo tanto, el flujo de lava del suroeste de Tricouni entró en erupción hace unos 10.000 años cuando la glaciación regional Fraser estaba retrocediendo. La explicación de que la porción occidental muestre características de contacto con el hielo mientras que la porción oriental no es probablemente porque su flanco occidental se encuentra en un canal de tendencia norte-sur, que habría sido capaz de mantener cantidades más pequeñas de calor solar que su flanco oriental no protegido. Como resultado, la porción occidental del flujo de lava registra glaciación durante un período en que las laderas orientales estaban libres de hielo glacial. Tricouni Sureste, la otra secuencia volcánica al sur del Pico Tricouni, consiste en al menos cuatro flujos de lava de andesita o dacita que afloran como varios pequeños acantilados y riscos en flancos de vegetación extensa. Alcanzan un grosor de 100 m y contienen pequeñas cantidades de hialoclastita. Lo que aslimentó sus orígenes no ha sido descubierto pero es probable que esté situado en la cima del montículo. Estas lavas forman edificaciones marginales de hielo, lo que sugiere que cada flujo de lava entró en erupción hace unos 10.000 años cuando la vasta capa de hielo de la Cordillera se estaba retirando y los restos de hielo glacial eran escasos.
Expuestos a lo largo del río Cheakamus y sus afluentes están los basaltos del valle del Cheakamus. Al menos cuatro flujos basálticos comprenden la secuencia y fueron depositados durante períodos de actividad volcánica de un respiradero desconocido entre 0,01 y 1,6 millones de años atrás. La lava acojinada es abundante a lo largo de las bases de los flujos, algunos de los cuales están sustentados por la brecha de hialoclastita. En 1958, el vulcanólogo canadiense Bill Mathews sugirió que los flujos de lava entraron en erupción durante períodos de actividad subglacial y viajaron a través de trincheras o túneles derretidos en el hielo glacial de la Glaciación Fraser. Mathews se basó en la edad de la caja glacial subyacente, la existencia de lava en forma de almohada cerca del fondo de algunas lavas, lo que indica un vulcanismo subacuático, la unión en forma de columna en los bordes de las lavas, lo que indica un rápido enfriamiento, y la ausencia de paleogeografía aparente.

##### Segmento norte
El segmento septentrional consiste en un gran complejo volcánico, el macizo del Monte Meager, y un grupo de volcanes basálticos y andesíticos conocidos como los Conos del Río Puente. El Monte Meager está compuesto por al menos cuatro estratovolcanes superpuestos que se van rejuveneciendo progresivamente de sur a norte. Se formaron en los últimos 2,2 millones de años, y la última erupción tuvo lugar hace unos 2.350 años. Las rocas volcánicas máficas, intermedias y félicas que componen Meager entraron en erupción desde al menos ocho respiraderos volcánicos
Extendiéndose al norte del macizo del Monte Meager casi hasta la Meseta Interior están los Conos del Río Puente. Este grupo de pequeños volcanes en el curso superior del río Bridge incluye estratovolcanes, tapones volcánicos y flujos de lava. Estos volcanes se diferencian de otros en todo el Cinturón de Garibaldi en que están compuestos principalmente de rocas volcánicas con composiciones máficas, incluyendo basalto alcalino y hawaiita. Las diferentes composiciones del magma podrían estar relacionadas con un menor grado de derretimiento parcial en el manto de la Tierra o con un efecto de borde de placa descendente. El volcán más antiguo del grupo, conocido como Sham Hill, es un tapón volcánico de 60 m de altura con una fecha de potasio-argón de un millón de años. Tiene unos 300 m de ancho y su superficie glacial descubierta está sembrada de bloques erráticos. Sus enormes columnas de roca nivelada se construyeron dentro del principal respiradero volcánico de un estratovolcán que desde entonces ha sido reducido por la erosión. Al sureste, el complejo volcánico del Glaciar Salal se formó entre 970.000 y 590.000 años atrás. Consiste en tefra subaérea y delgados depósitos de flujo de lava que están rodeados por flujos de lava de 100 m  de grosor con hielo. Estos flujos de lava de hielo marginal se crearon cuando la lava se estancó contra el hielo glacial en los valles cercanos antes de la Glaciación de Wisconsin. Al norte del complejo del Glaciar Salal se encuentra un pequeño estratovolcán basáltico llamado Colina Tuber. Comenzó a formarse hace unos 600.000 años cuando los valles adyacentes se llenaron de hielo glacial. Cuando los flujos de lava entraron en erupción desde la Colina Tuber, interactuaron con los glaciares que llenaban el valle en su flanco sur y produjeron un lago de agua de deshielo glaciar. Aquí se depositaron más de 150 m de hialoclastita, lahares y toba lacustre apilados. También se depositaron una serie de lavas de almohada durante este período eruptivo. La actividad volcánica más reciente en el campo volcánico del río Bridge produjo una serie de flujos de lava basáltica en los valles regionales que se extienden hasta el último período glacial. Se desconoce la edad de estas corrientes de lava que llenan los valles, pero la presencia de cajas glaciales no consolidadas bajo las corrientes sugiere que tienen menos de 1500 años de antigüedad. 

#### Características volcánicas en disputa
Es posible que se hayan formado por lo menos dos volcanes y un grupo volcánico como resultado del vulcanismo del Arco de las Cascadas canadiense. La característica más antigua, el Complejo Glacial Franklin, es una estructura geológica profundamente erosionada de 20 km de largo y 6 km de ancho, con una elevación de más de 2.000 m. Consiste en diques e intrusiones subvolcánicas superpuestos por tobas, brechas de dacita y restos erosionados de una secuencia de flujos de lava de hornblenda andesita de 450 m de espesor. Estos se formaron hace unos 6,8 y 3,5 millones de años, lo que indica que hubo un período de inactividad entre estos eventos durante al menos 3,3 millones de años. Debido a que el Complejo Glacial Franklin no ha sido estudiado en detalle por los científicos, se sabe muy poco sobre él. El evento magmático más antiguo conocido, hace 6,8 millones de años, es consistente con el vulcanismo del Cinturón Volcánico de Pemberton. Por lo tanto, puede considerarse una de las zonas más septentrionales de esta formación geológica. Sin embargo, el evento más joven, de unos 3,5 millones de años, se corresponde con el cambio de actividad de Pemberton a Garibaldi. Esto indica que el Complejo Glacial Franklin puede considerarse parte del Cinturón Volcánico de Pemberton o del Cinturón Volcánico de Garibaldi.

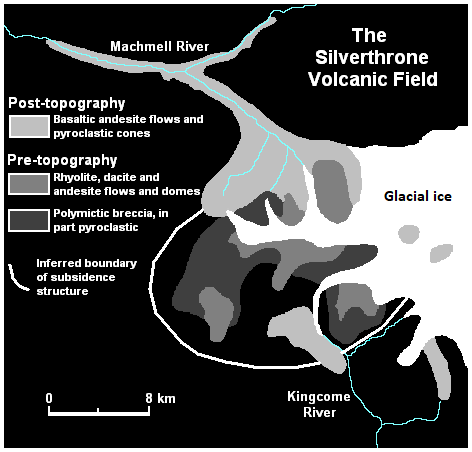
Mapa geológico del complejo de Silverthrone Caldera. Esta imagen muestra tres fases volcánicas, así como un contorno de la caldera.

A unos 55 km al noroeste del Complejo del Glaciar Franklin está la profundamente diseccionada Caldera Silverthrone. Tiene 20 km de ancho, con empinadas laderas que se extienden desde cerca del nivel del mar hasta una elevación máxima de 3.160 m (10.370 pies). Al igual que Franklin al sur-sureste, Silverthrone no ha sido estudiada en detalle por los científicos. Como resultado, su afinidad e historia eruptiva es poco conocida. Se considera que es parte del Cinturón Volcánico Garibaldi, pero también se encuentra en la tendencia de superposición del mucho más antiguo Cinturón Volcánico de Pemberton. Se han identificado al menos tres fases de actividad volcánica en Silverthrone. La primera fase, tras el colapso de la caldera, depositó una gruesa secuencia de brechas basales sin fecha. Contiene intrusiones subvolcánicas irregulares, así como una profusión de diques. En algunos lugares, la brecha basal ha sido soldada por el intenso calor volcánico. La actividad subsiguiente hace 750.000 a 400.000 años formó domos de lava de riolita, dacita y andesita, brechas y flujos de lava. El Monte Silverthrone, un pico volcánico asociado con la Caldera de Silverthrone, consiste en domos de lava de andesita y riolita superpuestos que se formaron durante este período eruptivo. La tercera fase, hace menos de 1.000 años, produjo conos de ceniza, depósitos piroclásticos y flujos de lava basáltica de andesita que salieron de los respiraderos del borde de la caldera. La mayor parte de esta actividad ocurrió en el borde norte, donde los flujos de lava viajaron por el valle del Arroyo Pashleth y luego al valle del Río Machmell. Toda la secuencia de flujo de lava tiene al menos 25 km de largo, y su elevación varía entre los 2000 m y los 100 m. Muchos de los productos volcánicos están ahora enterrados bajo el hielo glacial. Sin embargo, los restos de conos de ceniza sobresalen a través de los glaciares y los flujos de lava quedan expuestos a menores elevaciones, como el extenso flujo de lava del Arroyo Machmell-Pashleth. Una corriente de lava basáltica de andesita relativamente pequeña se extiende desde el borde meridional de la caldera hasta la cabecera del río Kingcome.  
El Milbanke Sound Group en la cordillera de Kitimat consiste en flujos de lava jóvenes y conos de ceniza monogenéticos que probablemente se formaron en los últimos 10.000 años. Al igual que de Silverthrone y Franklin, se sabe poco sobre el Milbanke Sound Group. Como resultado, su afinidad tampoco está clara. Puede reflejar una extensión norte del Cinturón Volcánico de Garibaldi, pero no hay suficientes datos para apoyar esta hipótesis. Su formación también podría haber sido el resultado de otros procesos tectónicos que actualmente no se comprenden. La Isla Swindle contiene un cono de cenizas simétrico de 250 m de altura en su costa sur. Este volcán, conocido como la Colina Kitasu, comprende tefra y bombas volcánicas. Su cima contiene un cráter volcánico que está abierto hacia el este. Helmet Peak, un cono de cenizas de lados empinados en la Isla del Lago con una elevación de 335 m, consiste en bloques volcánicos soldados y diques alimentadores de basalto. Durante la erupción, se depositó una brecha de toba basáltica en toda la isla del lago y en la cercana isla de Lady Douglas. Los flujos de lava en las costas de la Isla Price y la Isla Dufferin entraron en erupción a partir de conos de basalto cubiertos de bosques, que se han reducido en tamaño a pequeños montículos volcánicos. Los flujos de lava basáltica en la isla de Finngal comprenden una unión columnar bien desarrollada. Al igual que otros depósitos volcánicos del Grupo Milbanke Sound, se sabe muy poco sobre estos flujos de lava. Aunque el Milbanke Sound Group se formó probablemente en los últimos 10.000 años, se desconoce la edad exacta de los flujos de lava y los conos de ceniza. Probablemente se formó en los últimos 10.000 años porque las formaciones volcánicas tienen una erosión mínima, lo que indica un vulcanismo post-glacial.

### Volcanismo de arco invertido
Paralelamente al Arco de las Cascadas Canadienses, a 150 km al noreste, se encuentra una zona compuesta por flujos menores de lava basáltica. Esta zona, conocida como el Grupo Chilcotin, se formó como resultado del volcanismo de la cuenca del arco inverso detrás del Arco de las Cascadas Canadienses, en respuesta a la continua subducción de Cascadia. La actividad volcánica comenzó hace 31 millones de años, pero la mayor parte del vulcanismo se produjo durante dos períodos magmáticos más jóvenes, el primero entre hace 6,0 y 10 millones de años y el otro entre hace 2,0 y 3,0 millones de años. Esto indica que la mayor parte del vulcanismo del Grupo Chilcotin se correspondió con el vulcanismo del Cinturón de Pemberton, aunque algunas de las lavas Chilcotin más jóvenes entraron en erupción durante las primeras etapas del vulcanismo del Cinturón Garibaldi. En los últimos 1,6 millones de años se han producido algunas erupciones volcánicas en el Grupo Chilcotin.  

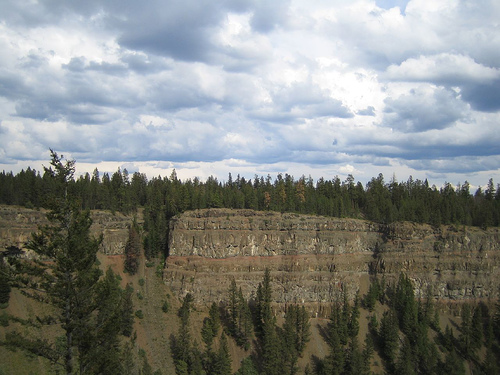
Basaltos de inundación formadores de acantilados en Chasm Provincial Park

La meseta de lava plana del Grupo Chilcotin cubre un área de 25.000 km² y un volumen de 1.800 km³. Consiste en varios flujos de lava delgados y planos que entraron en erupción de una cadena de volcanes en escudo de bajo perfil, que desde entonces han sido erosionados por la glaciación del Pleistoceno tardío para exponer sus tapones volcánicos de gabro. La meseta de lava tiene un espesor máximo de 140 m con al menos 20 flujos de lava expuestos en unidades estratigráficas. Los flujos de lava específicos normalmente se extienden a lo largo de 1 km y alcanzan un espesor de 10 m. Pero en algunas zonas, los flujos de lava alcanzan espesores de 70 m.
En todo el grupo de Chilcotin están expuestos varios depósitos de lava  acojinada y brechas. Los depósitos  compuestos de lapilli, entraron en erupción a partir de los volcanes del Cinturón de Pemberton y se superponen con subsiguientes flujos de lava basáltica. Los flujos de lava procedentes del vulcanismo de hace entre 16 y 14 millones de años afloran adyacentes a los márgenes de la actual meseta de lava, que consiste en gran parte en basaltos que entraron en erupción hace entre 10 y 6 millones de años. Los flujos de lava más recientes están expuestos en los acantilados a lo largo del Cañón Fraser. Éstos entraron en erupción hace entre 3 y 1 millón de años y las fumarolas volcánicas de las que salieron no han sido descubiertas.

### Vulcanismo de arco anterior
El vulcanismo de arco delantero estuvo activo en el norte de la isla de Vancouver hace 8,0 a 2,5 millones de años. Esto creó una línea de rocas volcánicas e intrusiones subvolcánicas conocida como el Cinturón Volcánico de la Bahía de Alerta. Nombrado por el pueblo de Alert Bay en la Isla Cormorán, se extiende desde la Península de Brooks en el suroeste hasta el pueblo de Port McNeill en el noreste. Los estudios de geometría y cronometría indican que el Cinturón de la Bahía de Alerta se formó en el borde de una placa descendente. En el momento de su formación, la Falla de Nootka probablemente coincidió con el extremo occidental del Cinturón Volcánico de la Bahía de Alerta, que está ahora a 80 km al noreste. Las características volcánicas del Cinturón Volcánico de la Bahía de Alerta incluyen los Picos Gemelos, la Montaña Cluxewe y la Isla Haddington.
Hay pruebas de que la actividad volcánica en el Cinturón de la Bahía de Alerta emigró hacia el este con el tiempo, así como un cambio del basalto al volcanismo de dacita o riolita. El primer evento volcánico, hace unos 8,0 millones de años, ocurrió en la península de Brooks, pero la mayoría de los volcanes estuvieron activos hace unos 3,0 millones de años. La mayor parte del vulcanismo del Cinturón de la Bahía de Alerta se correspondió con rápidos cambios en la geometría de la subducción de la Cascada y una interrupción en la actividad del Arco de la Cascada en tierra firme. El último evento volcánico hace 2,5 millones de años ocurrió en la Montaña Cluxewe, que consiste en lava dacita

### Actividad geotérmica y sísmica
Al menos cuatro volcanes han tenido actividad sísmica desde 1985, entre ellos el Monte Garibaldi (tres eventos), el macizo del Monte Cayley (cuatro eventos), el macizo del Monte Meager (diecisiete eventos) y la Caldera de Silverthrone (dos eventos). Los datos sísmicos sugieren que estos volcanes todavía contienen cámaras de magma activas, lo que indica que algunos volcanes del Cinturón de Garibaldi están probablemente activos, con importantes peligros potenciales. La actividad sísmica se corresponde con algunos de los volcanes de reciente formación del Canadá y con los volcanes persistentes que han tenido una importante actividad explosiva a lo largo de su historia, como el Monte Garibaldi, el Monte Cayley y el macizo del Monte Meager.

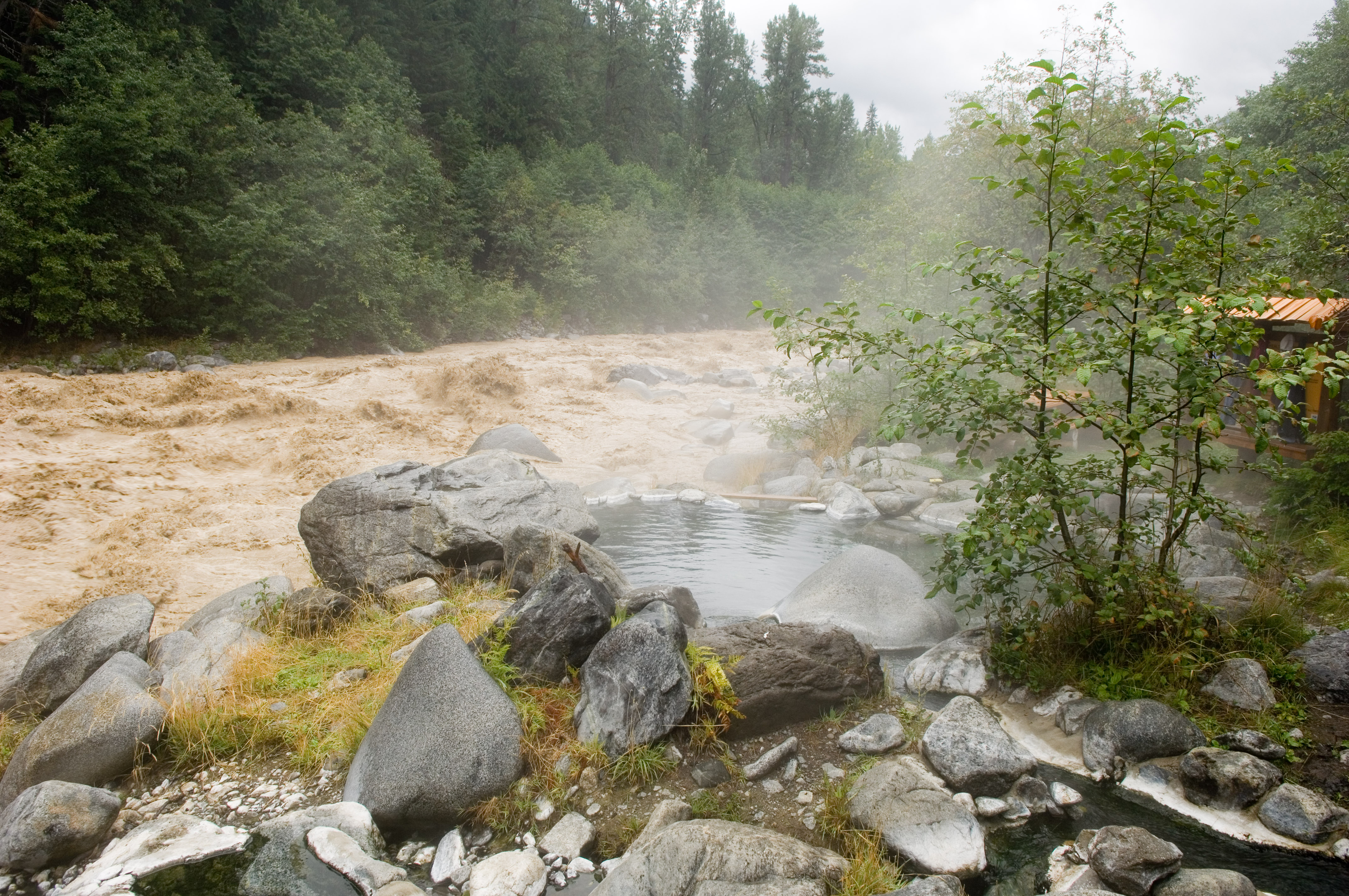
Una fuente termal volcánica cerca de Meager Creek relacionada con el vulcanismo en el macizo del Monte Meager

Se desconoce la existencia de una serie de fuentes termales adyacentes al valle del río Lillooet, como los manantiales de Harrison, Sloquet, Clear Creek y Skookumchuck, cerca de zonas con actividad volcánica reciente. En cambio, muchas están situadas cerca de intrusiones de 16 a 26 millones de años de antigüedad del Cinturón Volcánico de Pemberton. La relación de estas fuentes termales con el Cinturón Volcánico Garibaldi no está clara. Sin embargo, se sabe que existen algunas fuentes termales en zonas que han experimentado una actividad volcánica relativamente reciente. En el macizo del Monte Cayley existen unas cinco fuentes termales y en el macizo del Monte Meager hay dos pequeños grupos de fuentes termales. Las fuentes de Meager podrían ser evidencia de una cámara de magma poco profunda bajo la superficie. No se conoce la existencia de fuentes termales en el Monte Garibaldi como las que se encuentran en los macizos del Monte Meager y del Monte Cayley, aunque hay evidencia de un flujo de calor anormal en los Table Meadows adyacentes y en otros lugares. El agua caliente anormal adyacente a la playa de Britannia podría ser la actividad geotérmica vinculada al centro volcánico de Watts Point.

## Historia humana

### Protección y vigilancia
Varios elementos volcánicos del Arco de las Cascadas del Canadá están protegidos por parques provinciales. El Parque Provincial Garibaldi se estableció en 1927 para proteger la abundante historia geológica, las montañas glaciares y otros recursos naturales de la región. Recibió su nombre del estratovolcán de 2.678 m de altura del Monte Garibaldi, que a su vez recibió el nombre del líder militar y político italiano Giuseppe Garibaldi en 1860. Al noroeste, el Parque Provincial de las Cataratas del Brandywine protege las Cataratas del Brandywine, una cascada de 70 m de altura compuesta por al menos cuatro flujos de lava basáltica con juntas columnares. El origen de su nombre no está claro, pero puede haberse originado por dos topógrafos llamados Jack Nelson y Bob Mollison. 
Ningún volcán del Arco de las Cascadas del Canadá es objeto de una vigilancia lo suficientemente estrecha por parte del Servicio Geológico del Canadá como para determinar el grado de actividad de sus sistemas de magma. La Red Sismológica Nacional Canadiense se ha establecido para vigilar los terremotos en todo el Canadá, pero está demasiado lejos para dar una buena indicación de lo que ocurre bajo ellos. Puede percibir un aumento de la actividad sísmica, pero esto sólo puede ser una advertencia de una gran erupción. Podría detectar actividad sólo después de que un volcán ha comenzado a entrar en erupción. Si entraran en erupción serían activados los dispositivos de ayuda establecidos. El Plan Interinstitucional de Notificación de Acontecimientos Volcánicos (IVENP) se creó para esbozar el procedimiento de notificación de algunos de los principales organismos que intervendrían en respuesta a un volcán en erupción en el Canadá, una erupción cercana a la frontera entre el Canadá y los Estados Unidos o cualquier otra erupción que tuviera efectos en el Canadá.